# 飾りナプキン

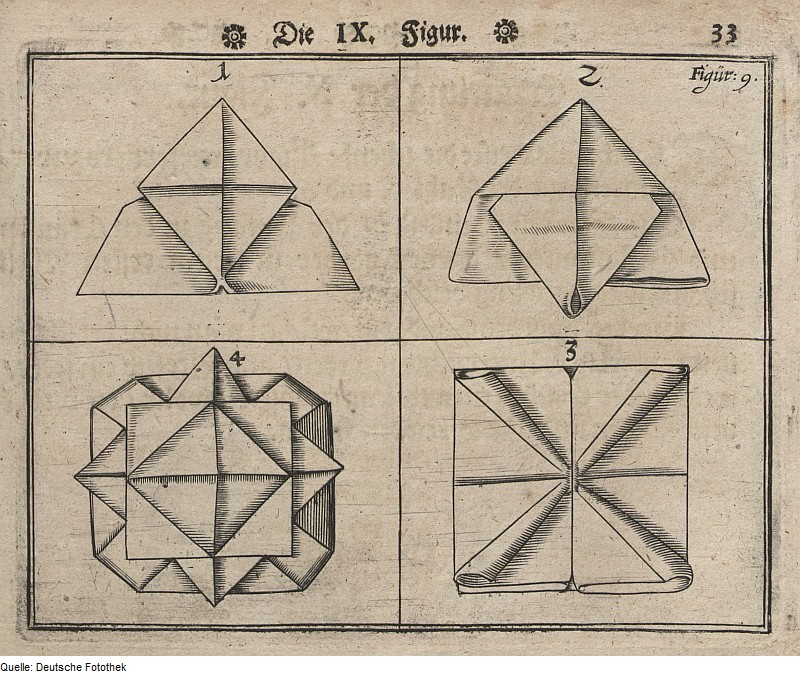
1657年に出版されたナプキンの折り方の本

飾りナプキン（かざりナプキン、Napkin folding）は、ナプキンを用いて行うw:Decorative foldingの1つである。アートや趣味としても行われるが、ほとんどの場合、ファンシーレストランでテーブル装飾として見られる。
通常は、より綺麗に見せるために、清潔で、洗濯のりとアイロンで仕上げた、正方形の布（リネンまたはコットン）のナプキンが用いられる。長方形のナプキンやナプキンリング、グラス、また複数枚のナプキンを用いることもある。

## 歴史
飾りナプキンに関する最初のマニュアルは、1639年にパドゥアで肉切り分け職人として働いていたドイツ人のMatthia Giegerによって、Le tre trattatiと題した料理芸術に関する一連の論文の一部として出版された。飾りナプキンは数世紀の歴史があり、フランスのルイ14世の治世まで遡る。ナプキンが単なる折り畳まれた布から芸術に変わったのは、16世紀イタリアのフィレンツェが発祥で、富裕層の間でバルーン袖等のボリュームのある衣服が流行したのとほぼ同時期であった。ナプキンをテーブルの上に平らに置くのではなく、アイロンとのりの効いたリネンを、実在の動物や神話上の動物、自然の要素、建築形態等、様々な姿を模して折り畳んだものを"triumphs"と呼ばれる大きなセンターピースとするようになった。この頃、結婚式の招待客に対し、新郎新婦のどちらと関係があるかを区別できるような飾りナプキンをプレゼントとして贈ることが流行った。18世紀中盤、テーブルセッティングの慣習が非常に特殊だったため、ドイツでは、ナプキンの折り方、テーブル上での飾り方、皿の配置の仕方等に関する特定の伝統があった。この時期は飾りナプキンの黄金時代で、ニュルンベルクには飾りナプキンの専門学校があり、バトラーは、この分野の最新情報を入手するための教科書を収める本棚を持っていた。18世紀には、飾りナプキンは、磁器の装飾に変わっていった。

## 飾り折りの例

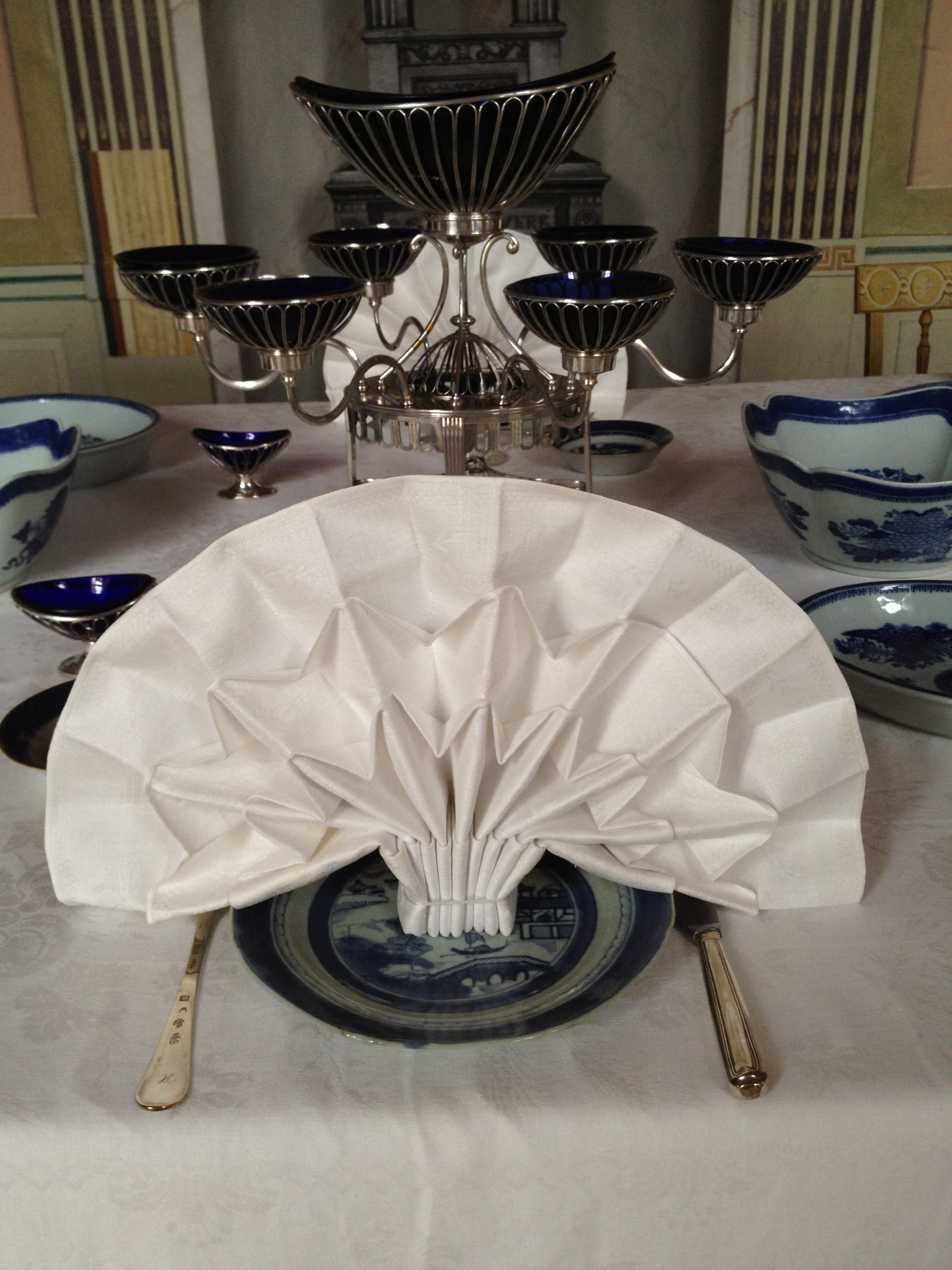
扇形に折られたナプキン

- ミトラ (司教冠)
- ビュッフェポーチ
- ロウソク
- 斜めポケット
- ドレスシャツ
- 封筒
- 扇
- フルール・ド・リス
- アヤメ
- ハス
- バラ

## 関連文献
- Kuhn, Doris (2005). Napkin Folding for Every Occasion. New York: Sterling Publishing. ISBN 9781402728020.
- Oppenheimer, Lillian; Epstein, Natalie (1979). Decorative napkin folding for beginners. New York: Dover Publications. ISBN 0486237974.
- Stislow, John; Stislow, Stephanie (2008). The Best Napkin Folding Book Ever!: Add Easy Style to Any Meal. New York: Sterling Publications. ISBN 9781435104143